# خدمتکاران (فیلم)
خدمتکاران (به انگلیسی: The Help) فیلمی آمریکایی است که در سال ۲۰۱۱ به کارگردانی تیت تیلور به نمایش درآمد و وایولا دیویس، اما استون، برایس دالاس هاوارد، اکتاویا اسپنسر، جسیکا چستین، آلیسون جانی و سیسی اسپیسک در آن ایفای نقش کردند. اکتاویا اسپنسر برای ایفای نقش در این فیلم، در هشتاد و چهارمین دوره جوایز اسکار برنده جایزه اسکار بهترین بازیگر نقش مکمل زن شده‌است. این فیلم بر پایه رمانی به همین نام از کترین استاکت تهیه شده‌است.
داستان فیلم در دهه ۱۹۶۰ در جنوب آمریکا می‌گذرد و سرگذشت چند زن خدمتکار سیاه‌پوست است که برای سفیدپوستان کار می‌کنند.

## داستان
در سال ۱۹۶۳ در شهر جکسون، ایالات می‌سی‌سی‌پی، آیبیلین کلارک (وایولا دیویس) زن سیاه‌پوست پنجاه ساله‌ای است که در خانه‌های سفیدپوست‌ها کار می‌کند و بچه‌های آن‌ها را بزرگ می‌کند. وی به تازگی تنها پسرش را در یک حادثه صنعتی از دست داده است. وی برای خانواده لیفولت کار می‌کند، در واقع فرزند الیزابت لیفلوت بزرگ می‌کند. خانم لیفلوت هنوز دچار افسردگی پس از زایمان است و دخترش را تنها برای بازپرسی و تنبیه می‌بیند. بهترین دوست آیبلین مینی جکسون (اکتاویا اسپنسر) یک زن سیاه‌پوست رک‌گو است که برای مدتی طولانی برای مادر هیلی هولبروک (برایس دالاس هاوارد)، خانم والترس (سیسی اسپیسک)، کار کرده‌است. مینی همزمان به خاطر زود عصبانی شدن و نیز به خاطر هنر آشپزی‌اش مشهور است. یوجینیا اسکیتر فیلان (اما استون) دختر خوش‌فکر سفیدپوستی است که بعد از فارغ‌التحصیلی از دانشگاه می‌سی‌سی‌پی به تازگی پیش خدمتکار دوران کودکی‌اش کنستانتین بازمی‌گردد…

## جوایز
- جایزه اسکار بهترین بازیگر نقش مکمل زن
- جایزهٔ گلدن گلوب بهترین بازیگر زن فیلم درام
- جایزهٔ سینمایی ام‌تی‌وی برای بهترین فیلم (سال ۲۰۱۳)